# Monte Baldo: Val dei Mulini, Senge di Marciaga, Rocca di Garda
Monte Baldo: Val dei Mulini, Senge di Marciaga, Rocca di Garda este o arie protejată (arie specială de conservare — SAC, sit de importanță comunitară — SCI) din Italia întinsă pe o suprafață de 676 ha, integral pe uscat.

## Localizare
Centrul sitului Monte Baldo: Val dei Mulini, Senge di Marciaga, Rocca di Garda este situat la coordonatele 45°34′10″N 10°43′18″E / 45.5694°N 10.721786°E.

## Înființare
Situl Monte Baldo: Val dei Mulini, Senge di Marciaga, Rocca di Garda a fost declarat sit de importanță comunitară în septembrie 1995 pentru a proteja 2 specii de plante și 10 specii de animale. Situl a fost protejat și ca arie specială de conservare în iulie 2018.

## Biodiversitate
Situată în ecoregiunea alpină, aria protejată conține 2 habitate naturale: Pante stâncoase calcaroase cu vegetație casmofită, Pajiști uscate seminaturale și facies de acoperire cu tufișuri pe substraturi calcaroase (Festuco-Brometalia) (* situri importante pentru orhidee).
La baza desemnării sitului se află mai multe specii protejate:
- plante (2): Gypsophila papillosa, Himantoglossum adriaticum
- păsări (9): caprimulg (Caprimulgus europaeus), presură bărboasă (Emberiza cirlus), Hippolais polyglotta, sfrâncioc roșiatic (Lanius collurio), ciocârlie de pădure (Lullula arborea), ciuf-pitic (Otus scops), Ptyonoprogne rupestris, mărăcinar negru (Saxicola torquatus), silvie mediteraneană (Sylvia melanocephala)
- pești (1): Salmo marmoratus

Pe lângă speciile protejate, pe teritoriul sitului au mai fost identificate 4 specii de plante.